# Massangis
Massangis ist eine französische Gemeinde mit 337 Einwohnern (Stand: 1. Januar 2022) im Département Yonne in der Region Bourgogne-Franche-Comté; sie gehört zum Arrondissement Avallon und ist Teil des Kantons Chablis (bis 2015: Kanton L’Isle-sur-Serein).

## Geographie
Massangis liegt etwa 35 Kilometer südöstlich von Auxerre am Serein. Umgeben wird Massangis von den Nachbargemeinden Grimault im Norden, Sarry im Nordosten, Annoux im Osten, Blacy im Südosten, L’Isle-sur-Serein im Süden und Südosten, im Süden und Südosten, Dissangis im Süden, Coutarnoux im Süden und Südwesten sowie Joux-la-Ville im Westen.

## Bevölkerungsentwicklung
| Jahr                      | 1936 | 1946 | 1954 | 1962 | 1968 | 1975 | 1982 | 1990 | 1999 | 2006 | 2013 |
| ------------------------- | ---- | ---- | ---- | ---- | ---- | ---- | ---- | ---- | ---- | ---- | ---- |
| Einwohner                 | 489  | 404  | 445  | 462  | 579  | 517  | 460  | 469  | 400  | 404  | 406  |
| Quelle: Cassini und INSEE |      |      |      |      |      |      |      |      |      |      |      |

## Sehenswürdigkeiten
- Tumulus von Le Tertre bei Tormancy, Monument historique
- Kirche Saint-Symphorien in Massangis aus dem 13. Jahrhundert
- Kirche Saint-Jean-l’Evangeliste in Civry aus dem 16. Jahrhundert

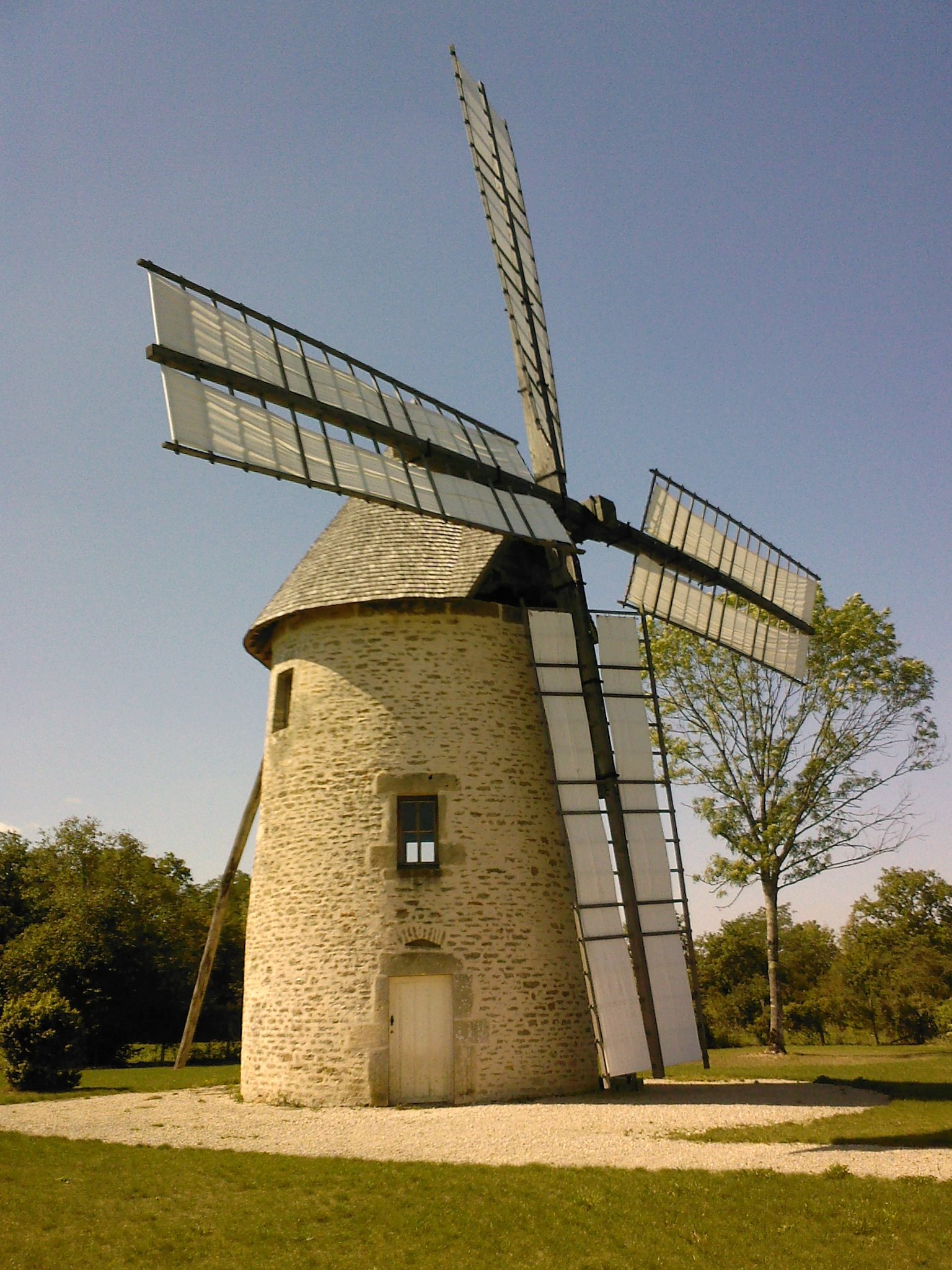
Mühle in Civry

- Mühlen von Tormancy
- Mühle von Civry
- Schloss L’Archèvre